# Elvin Flamingo

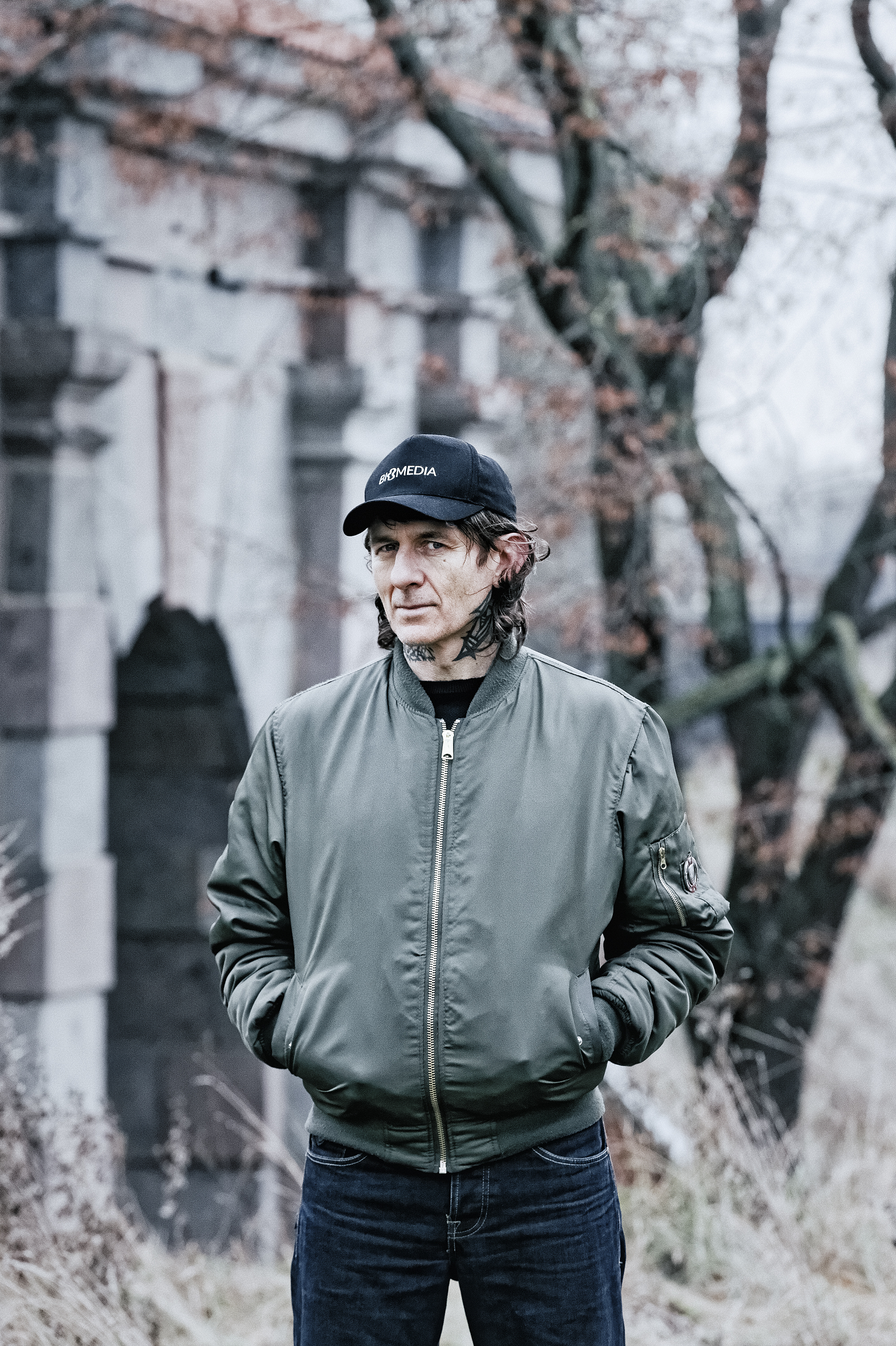
Elvin Flamingo (2023)

Elvin Flamingo (Jarosław Eugeniusz Czarnecki, prof. ASP dr hab.; ur. 1967 r. w Pelplinie) – artysta sztuk wizualnych, wykładowca na Wydziale Rzeźby i Intermediów Akademii Sztuk Pięknych w Gdańsku. Działa w obrębie dyscypliny bioart, realizując projekty z pogranicza sztuki, biologii i biotechnologii.

## Biografia
Ukończył studia na Wydziale Malarstwa i Grafiki ASP w Gdańsku w 2004 roku. W latach 2012–2014 pracował nad doktoratem w Pracowni Działań Transdyscyplinarnych. Projekt Symbiotyczność tworzenia został obroniony jako doktorat art&science na Wydziale Rzeźby i Intermediów Akademii Sztuk Pięknych w Gdańsku w 2014 roku. Był to pierwszy doktorat artystyczny w dyscyplinie bioart w Polsce. Od 2012 roku wykłada na Wydziale Rzeźby i Intermediów W latach 2016–2019 był prodziekanem tej jednostki.
W 2015 był stypendystą Ministra Kultury i Dziedzictwa Narodowego, a w 2014 – Ministra Edukacji i Nauki.
Jako artysta zadebiutował w 2008 r. paradokumentalnym filmem o improwizacji muzycznej „Small Spaces”. W 2011 w wyniku starań Flamingo, został uratowany historyczny napis „Sopot” z dworca PKP w Sopocie. Wydarzenie to stało się kanwą głośnego projektu artystycznego pt. „Dwaj ludzie z napisem Sopot”.
Artysta od 2012 roku rozwija projekt pt. Symbiotyczność tworzenia, skoncentrowany na hodowli mrówek w kontekście filozofii Bruno Latoura. Zachowanie mrówek (umieszczonych w szklano-metalowych konstrukcjach) jest rejestrowane na różnych nośnikach i udostępnianie w formie streamingów internetowych podczas wystaw i koncertów. Projekt ma zakończyć się w 2034 roku. Projekt jest w stałej kolekcji Centrum Nauki Kopernik w Warszawie.

## Główne dzieła artystyczne
- Decapitation of evolution – New evolution. 2022–2023. Scientific supervision: Prof. Eligia Maria Szewczyk Ph.D. Cooperation: Centre for Contemporary Art LAZNIA.
- Separated Kingdom of the Shared Quotidian. 2022–2023. Cooperation: Anna Kawiak Ph.D, prof. Aleksandra Królicka Ph.D, Intercollegiate Faculty of Biotechnology, University of Gdańsk & Medical University of Gdańsk, Poland.
- Bipolar Plants. 2019–2023. Scientific supervision and cooperation: prof. Aleksandra Królicka Ph.D, Intercollegiate Faculty of Biotechnology, University of Gdańsk & Medical University of Gdańsk, Poland.
- Plant~Animals ~ Symbiosity of Creation. 2021. Scientific supervision: Xavier Bailly Ph.D, Station Biologique de Roscoff, CNRS, Sorbonne University, Paris, France. Cooperation: Centre for Contemporary Art LAZNIA. Premiered in September 2021 as part of Ars Electronica, Austria.
- Robot Roel. 2021.
- The Language of Stray Bodies. 2019–2020. [Self Cells Portrait. Tears of Potential. New-Bio-Territories.]
- Never be certain of what you see. 2017–2019.
- We – The Common Body. 2016–2017. [Vanitasity. Virtual Phenotype.]
- Simultaneous Hybrid of Musical Improvisation and Bioart. 2016–2017.
- After Humans, the Biocorporation. 2015.
- Symbiosity of Creation. 2012–2034. [Reconstruction of Non-human Culture.]

## Wybrane wystawy indywidualne

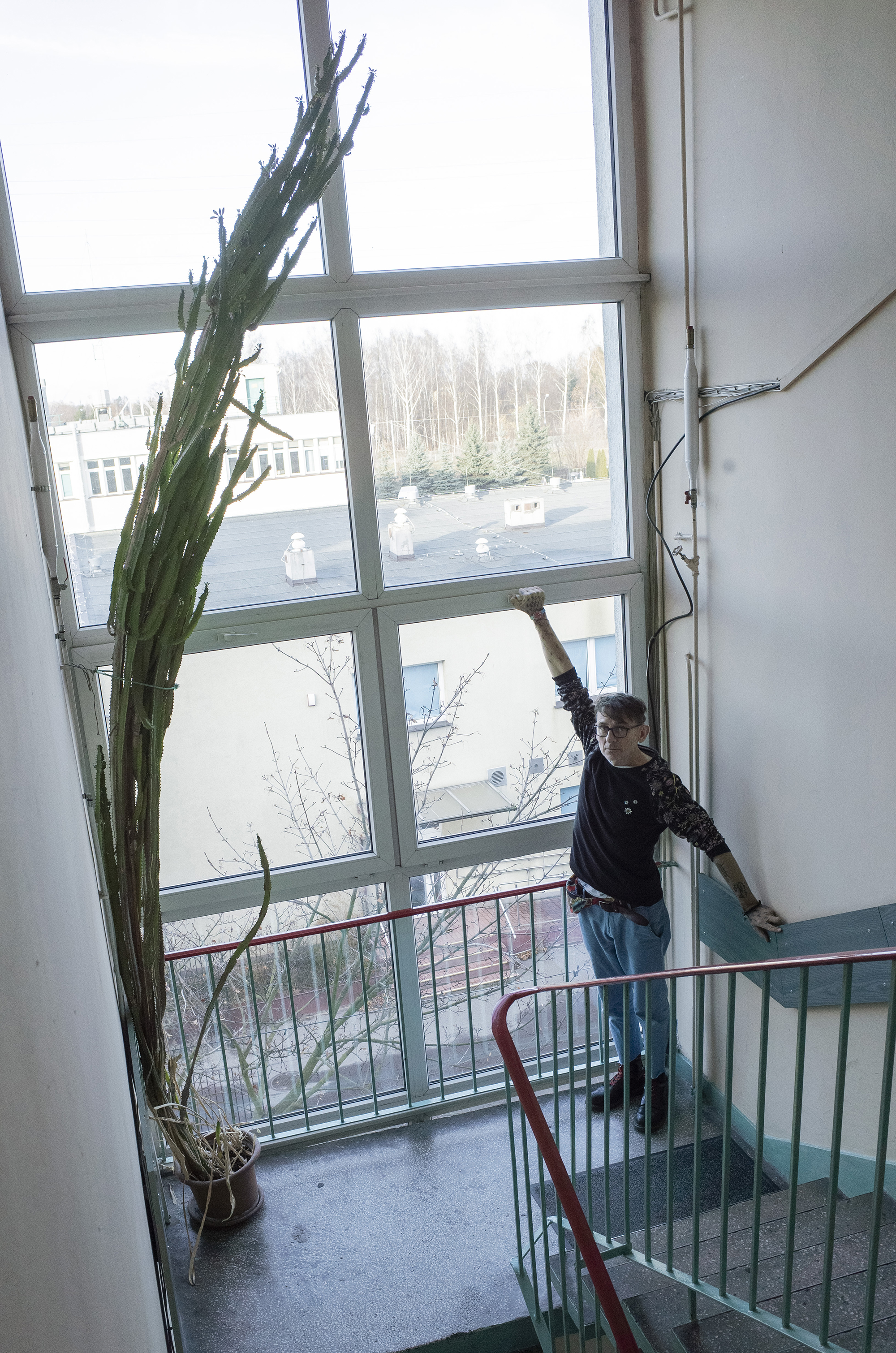
Elvin Flamingo z obiektem jego działań artystycznych w projekcie Bipolar Plants – zaniedbanym wilczomleczem o imieniu „Ziemia Obiecana” (z miasta Łódz).

- 2023 „Dekapitacja ewolucji – Nowa ewolucja”, Centrum Sztuki Współczesnej Łaźnia
- 2022–2023 „Plant ~Animals”, Międzyuczelniany Wydział Biotechnologii Uniwersytetu Gdańskiego i Gdańskiego Uniwersytetu Medycznego
- 2021–2022 „Plant ~Animals”, Centrum Sztuki Współczesnej Łaźnia
- 2019 „Nigdy nie bądź pewien tego co widzisz”, Państwowa Galeria Sztuki w Sopocie[10]
- 2019 „Implozja”, Laboratorium Zanurzonej Wizualizacji Przestrzennej, Politechnika Gdańska[5]
- 2018 „My – Wspólny Organizm”, Galeria Miejska Arsenał, Poznań
- 2017–2018 „Symbiotyczność tworzenia – Rekonstrukcja nie-ludzkiej kultury”, Uniwersytet Gdański, Wydział Biologii
- 2017 „My – Wspólny Organizm”, Państwowa Galeria Sztuki, Sopot
- 2017 „Symultaniczna Hybryda Muzyki Improwizowanej z Bioartem”, Polska
- 2015 „Symbiotyczność tworzenia”, Exhibition Research Lab, John Moores University, Liverpool, Wielka Brytania
- 2015 „Symbiotyczność tworzenia”, Kunsthall Aarhus, Aarhus, Dania
- 2014 „Symbiotyczność tworzenia”, Seminarium Latourowskie, Wrocław
- 2014 „Symbiotyczność tworzenia – Rekonstrukcja nie-ludzkiej kultury”, Instytut Sztuki Wyspa, Gdańsk
- 2014 „Symbiotyczność tworzenia – Królestwo współcodzienności”, Gdańska Galeria Miejska, Gdańsk

## Wybrane wystawy zbiorowe

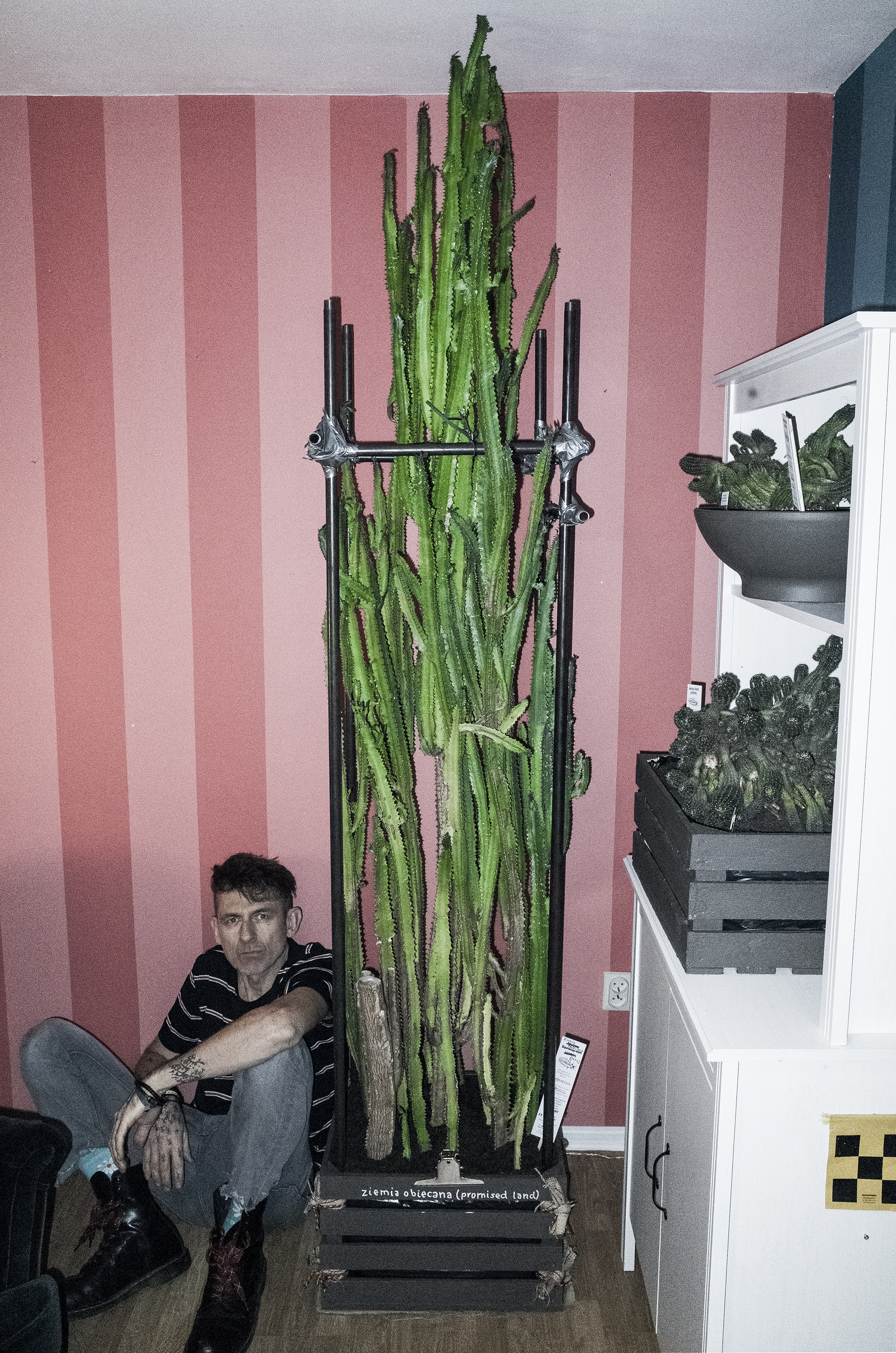
Elvin Flamingo z tym samym obiektem – po interwencji bioartystycznej. „Ziemia Obiecana” była leczona przez 2 lata węglanem litu jako roślina z ChAD.

- 2018 „Idealiści i prowokatorzy”, Galeria Miejska BWA, Bydgoszcz
- 2018 „Symbiotyczność tworzenia – Po człowieku. Biokorporacje”, „Wyspa. Uporczywy performatyw”, Poznań
- 2018 „Symbiotyczność tworzenia – Królestwo współcodzienności”, „Miary u wagi – na tropach cybernetycznego podmiotu”

2017 „Symbiotyczność tworzenia – Po człowieku. Bio-korporacje”, „Wyspa. Uporczywy performatyw”, Gdańsk
- 2017 „My – Wspólny Organizm”, „Za siedmioma”, Dom Słowa Polskiego, Warszawa
- 2017 „Symultaniczna Hybryda Muzyki Improwizowanej z Bioartem”, 9 Hils Festival, Chełmno
- 2017 „Symultaniczna Hybryda Muzyki Improwizowanej z Bioartem” + Leszek Możdżer, Enea Festiwal, Poznań
- 2017 „My – Wspólny Organizm”, Biennale Sztuki Mediów WRO, Draft systems
- 2016 „Symbiotyczność tworzenia – Królestwo współcodzienności”, Akademia Sztuk Pięknych, Gdańsk
- 2016 „Ten widok ma potencjał”, Akademia Sztuk Pięknych, Gdańsk
- 2016 „Symbiotyczność tworzenia”, Metabolizm Antropocenu, Centrum Sztuki WRO, Wrocław
- 2016 „Symultaniczna Hybryda Muzyki Improwizowanej z Bioartem”, Eco Expanded City, Narodowe Forum Muzyki, Wrocław
- 2016 „Symbiotyczność tworzenia”, Uniwersytet Gdański, Wydział Biotechnologii
- 2016 „Wytwórcy wyobraźni” i „Dzień 1119”, Triennale Sztuki, Sopot
- 2016 „Symultaniczna Hybryda Muzyki Improwizowanej z Bioartem”, premiera Dni Muzyki Nowej, Gdańsk
- 2015 „Symbiotyczność tworzenia”, Konferencja TEDx „Między gatunkami”, Gdynia
- 2015 „Symbiotyczność tworzenia”, Kultury kultywowane, Lwów, Ukraina
- 2015 „Symbiotyczność tworzenia”, Biennale Sztuki Mediów WRO, Test Exposure
- 2014 „Symbiotyczność tworzenia”, Seminarium Art&Science Conversations, Kassel, Niemcy
- 2014 „Symbiotyczność tworzenia”, Biennale Mediation, Poznań
- 2012 „Dwaj ludzie z napisem Sopot”, Instytut Sztuki Wyspa, Gdańsk

## Galeria

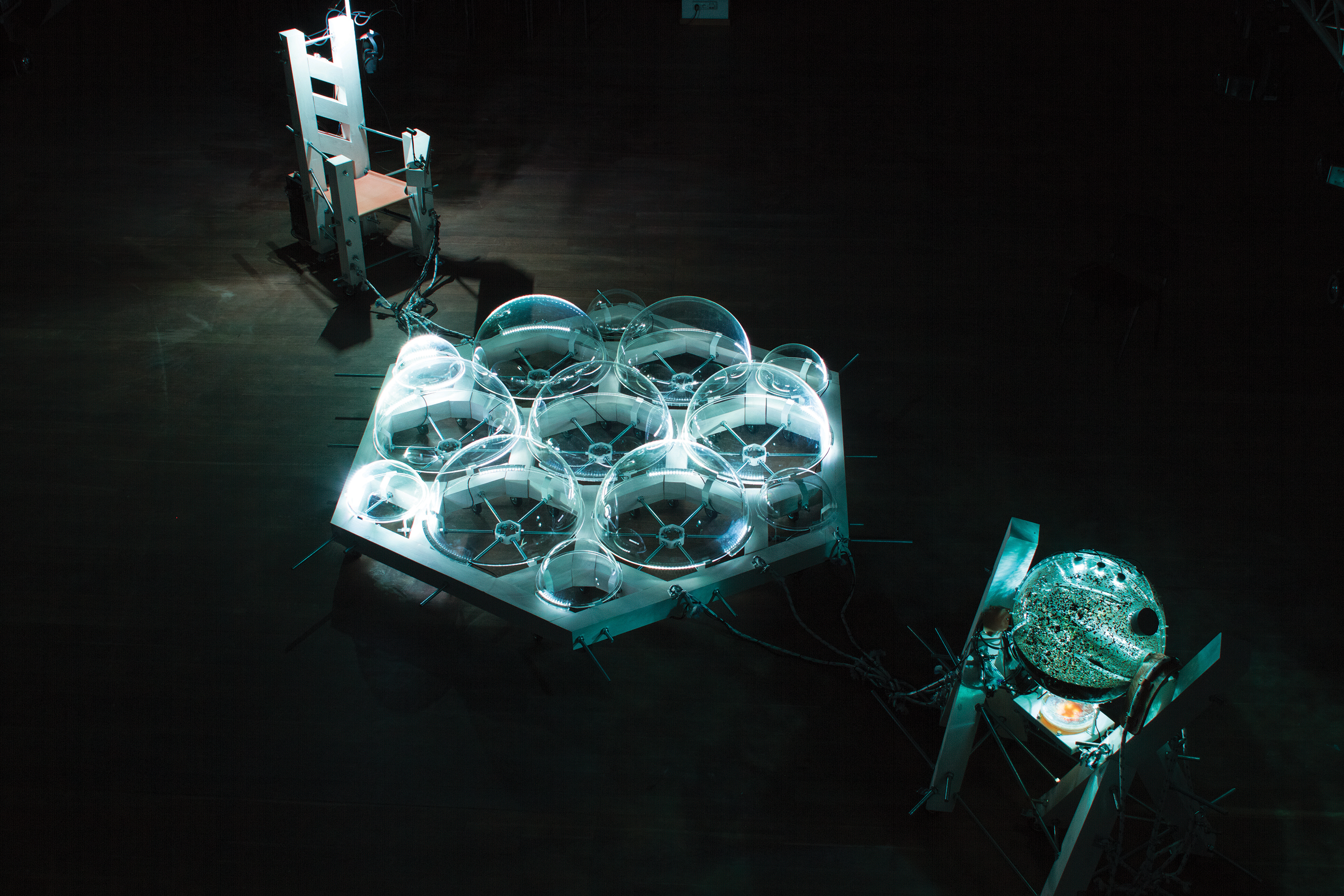
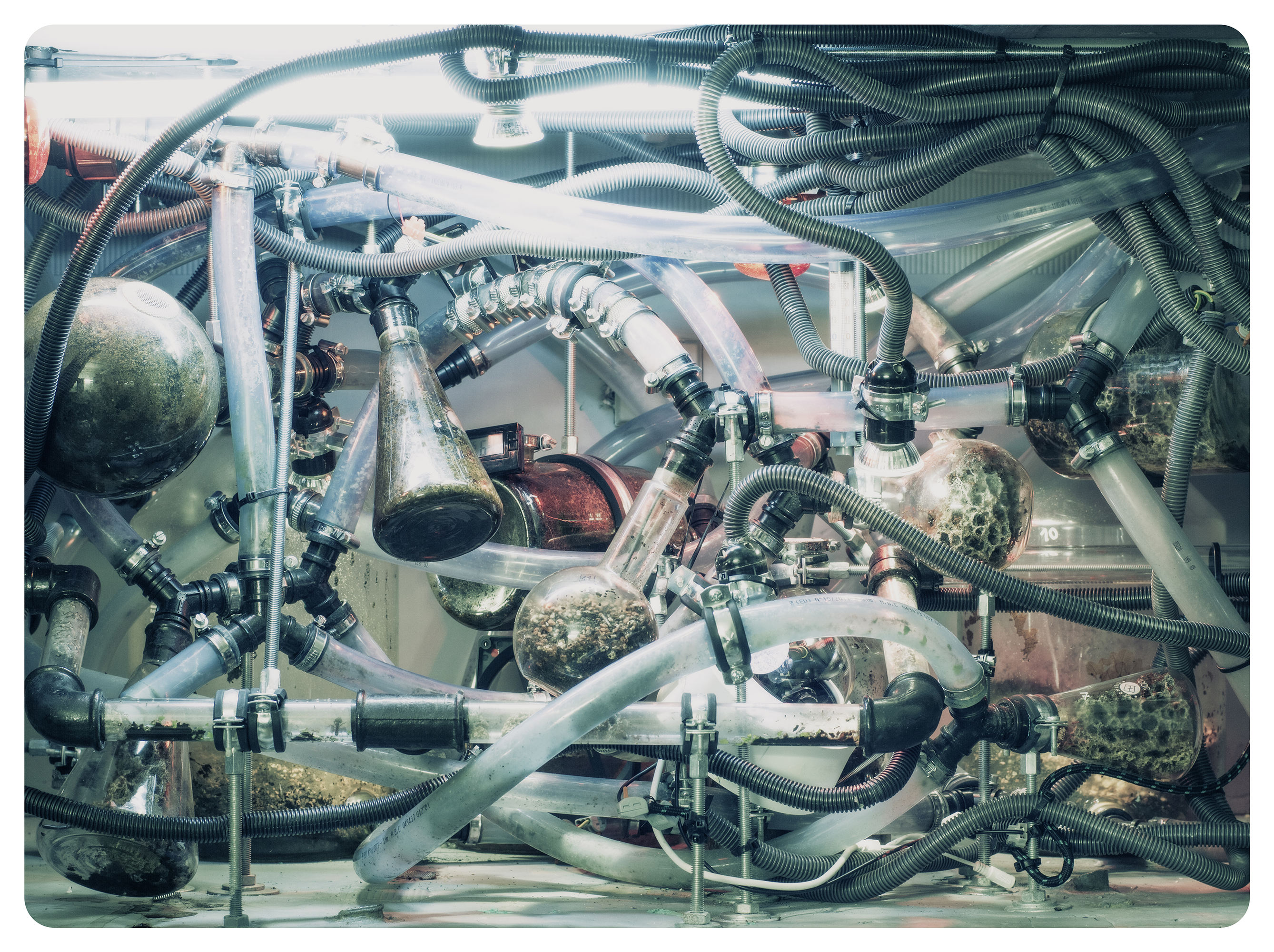
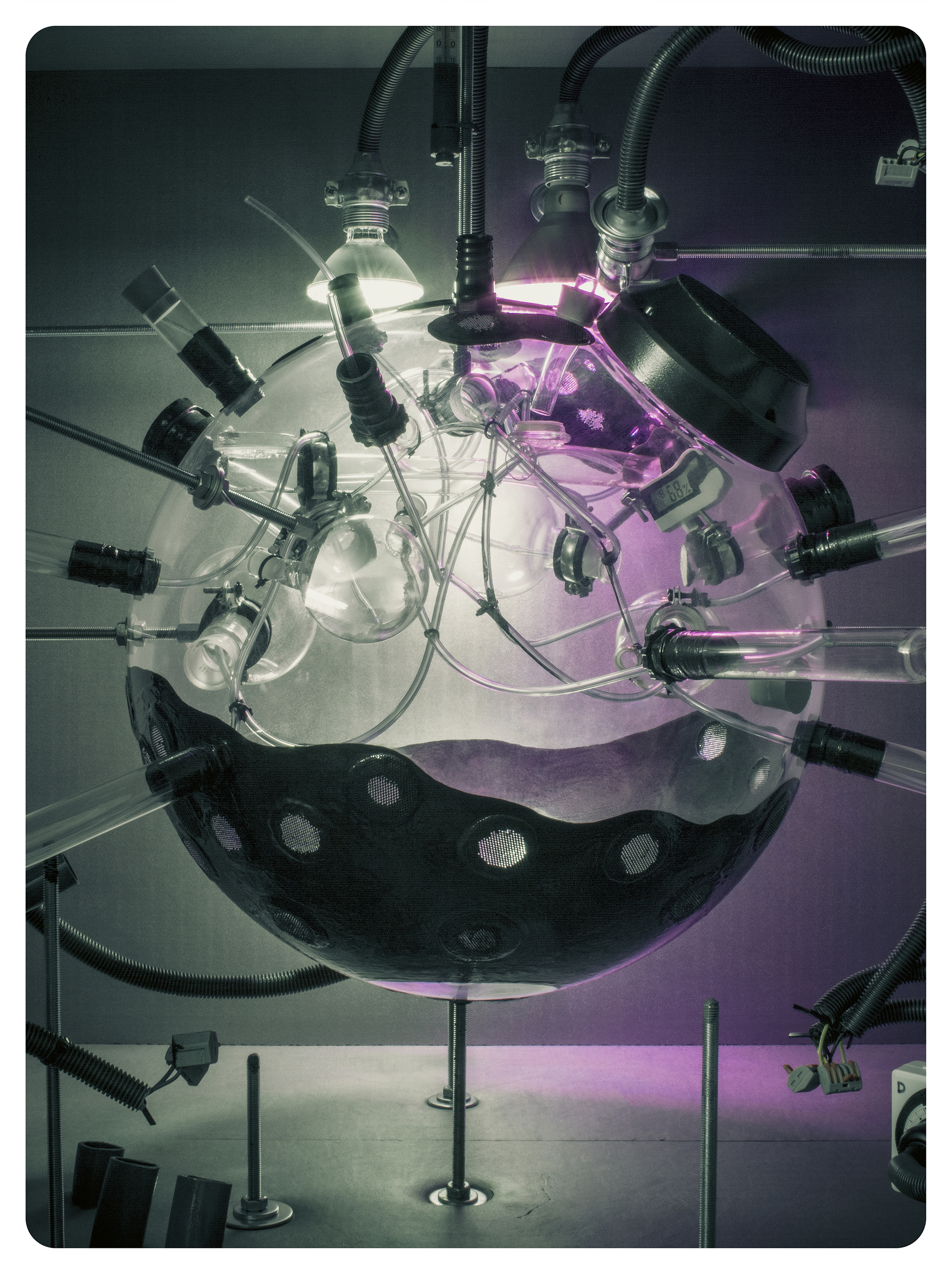
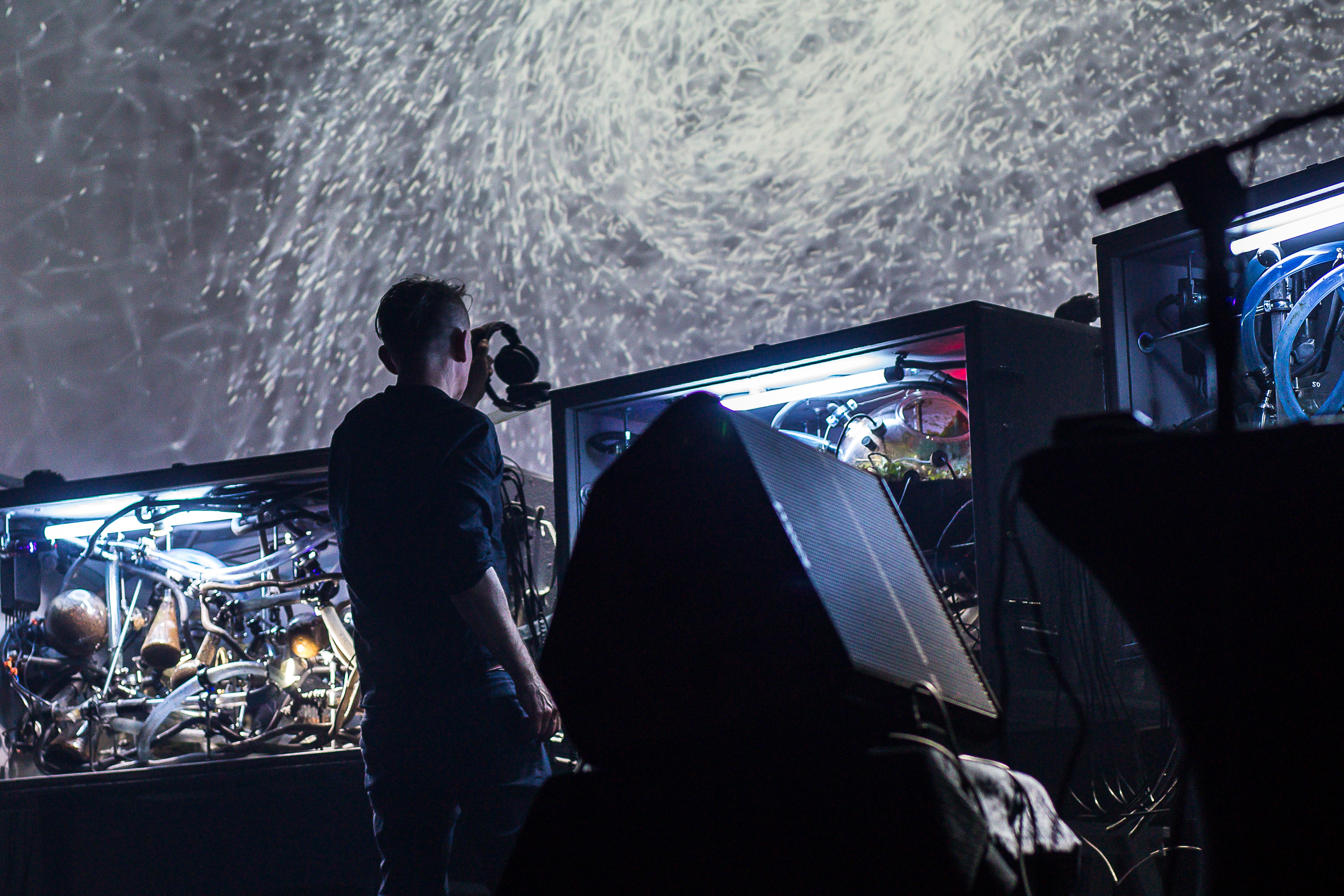

## Wybrane nagrody i wyróżnienia
2021 – Ars Electronica – premiere of the project Plant~Animals ~ Symbiosity of Creation
2020 – Special Award of the Marshal of the Pomeranian Voivodeship for Entirety Artistic Activity, Poland
2020 – Grand Prix at Nowy Porządek, Poleski Ośrodek Sztuki, Łódź, Poland
2017 – Rector’s Award at the Academy of Fine Arts in Gdańsk for Outstanding Artistic Achievements, Poland
2017 – Grand Prix at the Media Art Biennale WRO: Draft Systems, Wrocław, Poland
2016 – Grand Prix at the 2nd Triennale of Pomeranian Art, Sopot, Poland
2016 – Collide Shortlist Arts@CERN, Genève, Switzerland
2015 – Critic’s Award at the Media Art Biennale WRO: Test Exposure, Wrocław, Poland
2015 – Scholarship of the Ministry of Culture, Warszawa, Poland
2013 – Scholarship of the Ministry of Science, Warszawa, Poland
2012 – Grand Prix at the Art Biennale, Gdańsk, Poland
Before an artistic career: 2009 – Gold Remi at the 42nd Worldfest Houston Film Festival, Houston, United States of America